# Backlash 2018
Backlash 2018 è stata la quattordicesima edizione dell'omonimo evento in pay-per-view prodotto annualmente dalla WWE. L'evento si è svolto il 6 maggio 2018 al Prudential Center di Newark (New Jersey).
È stato il primo pay-per-view a roster uniti da Battleground 2016.

## Storyline
L'8 aprile, a WrestleMania 34, Brock Lesnar ha difeso con successo l'Universal Championship contro Roman Reigns. La sera dopo, a Raw, il promo di Reigns sulla sua sconfitta a WrestleMania è stato interrotto dal rientrante Samoa Joe, il quale ha sfidato Reigns per Backlash (nonostante poi Joe venisse spostato a SmackDown per via dello Shake-up).
A WrestleMania 34, Seth Rollins ha conquistato l'Intercontinental Championship in un Triple Threat match che includeva anche il campione The Miz e Finn Bálor. Nella puntata di Raw successiva The Miz ha sfidato Rollins per il titolo intercontinentale a Backlash (nonostante poi The Miz venisse spostato a SmackDown per via dello Shake-up). Il 27 aprile, a Greatest Royal Rumble, Rollins è riuscito a mantenere il titolo intercontinentale in un Ladder match che includeva anche lo stesso The Miz, Finn Bálor e Samoa Joe (appartenente anch'egli come The Miz a SmackDown).
A WrestleMania 34, Nia Jax ha sconfitto Alexa Bliss conquistando così il WWE Raw Women's Championship. Il 23 aprile è stato annunciato il rematch titolato fra le due a Backlash.
A WrestleMania 34, Charlotte Flair ha difeso con successo lo SmackDown Women's Championship contro Asuka, ponendo dunque fine alla striscia d'imbattibilità di quest'ultima. Nella puntata di SmackDown del 10 aprile Carmella ha incassato il contratto del Money in the Bank su Charlotte Flair (che era stata attaccata in precedenza da Billie Kay e Peyton Royce), conquistando così il WWE SmackDown Women's Championship. Il 24 aprile è stata annunciata la rivincita titolata fra le due per Backlash.
Nella puntata di SmackDown del 17 aprile Big Cass è tornato interrompendo il match fra AJ Styles e Daniel Bryan contro i Rusev Day (Aiden English e Rusev) attaccando proprio Bryan. Nella successiva puntata di SmackDown del 24 aprile, durante il Miz Tv, Cass ha fatto un promo contro Bryan, che nel frattempo si stava curando nel backstage a causa dell'ennesimo attacco di Cass ai suoi danni; nel mentre, Bryan ha annunciato che affronterà Big Cass a Backlash.
A WrestleMania 34, AJ Styles ha difeso con successo il WWE Championship contro Shinsuke Nakamura; nel post match, tuttavia, Nakamura ha effettuato un turn heel colpendo Styles nelle parti basse. Il 27 aprile, a Greatest Royal Rumble, il match tra Styles e Nakamura per il WWE Championship è terminato in doppio count-out. Quella stessa sera, inoltre, è stato annunciato il rematch per il WWE Championship tra i due a Backlash. In seguito, nella puntata di SmackDown del 1º maggio la General Manager Paige ha modificato l'incontro, rendendolo un No Disqualification match.
Nella puntata di Raw del 23 aprile Bobby Lashley e Braun Strowman hanno sconfitto Kevin Owens e Sami Zayn. Nella puntata di Raw del 30 aprile Lashley, Braun Strowman e Roman Reigns hanno sconfitto Jinder Mahal, Kevin Owens e Sami Zayn. Più tardi, quella sera, è stato annunciato che Lashley e Strowman affronteranno Owens e Zayn a Backlash.
A WrestleMania 34, Jinder Mahal ha conquistato lo United States Championship vincendo un Fatal 4-Way match che includeva anche il campione Randy Orton, Bobby Roode e Rusev. Nella puntata di SmackDown del 10 aprile Randy Orton ha vinto un Triple Threat match che includeva anche Bobby Roode e Rusev, diventando il contendente n°1 allo United States Championship di Jinder Mahal. Tuttavia, con lo Shake-up del 16 aprile Mahal è passato a Raw, e con lui anche lo United States Championship; quella stessa sera, inoltre, Mahal ha perso il titolo contro Jeff Hardy. La sera dopo, a SmackDown, Hardy è passato in tale show (sempre per effetto dello Shake-up) portando con sé il titolo degli Stati Uniti. Il 27 aprile, a Greatest Royal Rumble, Hardy ha difeso con successo il titolo contro Mahal. In seguito, un match tra Jeff Hardy e Randy Orton con in palio lo United States Championship è stato annunciato per Backlash.
Il 4 maggio è stato annunciato che Bayley e Ruby Riott si affronteranno nel Kick-off di Backlash.

## Risultati
| #       | Incontri                                                               | Stipulazioni                                           | Durata |
| ------- | ---------------------------------------------------------------------- | ------------------------------------------------------ | ------ |
| Kickoff | Ruby Riott (con Liv Morgan e Sarah Logan) ha sconfitto Bayley          | Single match                                           | 10:10  |
| 1       | Seth Rollins (c) ha sconfitto The Miz                                  | Single match per il WWE Intercontinental Championship  | 20:30  |
| 2       | Nia Jax (c) ha sconfitto Alexa Bliss                                   | Single match per il WWE Raw Women's Championship       | 10:20  |
| 3       | Jeff Hardy (c) ha sconfitto Randy Orton                                | Single match per il WWE United States Championship     | 12:00  |
| 4       | Daniel Bryan ha sconfitto Big Cass per sottomissione                   | Single match                                           | 07:45  |
| 5       | Carmella (c) ha sconfitto Charlotte Flair                              | Single match per il WWE SmackDown Women's Championship | 09:00  |
| 6       | AJ Styles (c) vs. Shinsuke Nakamura è terminato in no-contest          | No-disqualification match per il WWE Championship      | 21:05  |
| 7       | Bobby Lashley e Braun Strowman hanno sconfitto Kevin Owens e Sami Zayn | Tag team match                                         | 08:40  |
| 8       | Roman Reigns ha sconfitto Samoa Joe                                    | Single match                                           | 21:45  |